# Pyrulofusus dexius
Pyrulofusus dexius är en snäckart som först beskrevs av Dall 1907.  Pyrulofusus dexius ingår i släktet Pyrulofusus och familjen valthornssnäckor. Inga underarter finns listade i Catalogue of Life.